# Кьятра
Кьятра (фр. Chiatra, корс. Chjatra) — коммуна во Франции, находится в регионе Корсика. Департамент коммуны — Верхняя Корсика. Входит в состав кантона Кастаньичча. Округ коммуны — Корте.
Код INSEE коммуны — 2B088.

## Население
Население коммуны на 2008 год составляло 213 человек.
| 1962 | 1968 | 1975 | 1982 | 1990 | 1999 | 2008 |
| ---- | ---- | ---- | ---- | ---- | ---- | ---- |
| 229  | 229  | 206  | 194  | 162  | 190  | 213  |

## Экономика
В 2007 году среди 139 человек в трудоспособном возрасте (15—64 лет) 80 были экономически активными, 59 — неактивными (показатель активности — 57,6 %, в 1999 году было 59,2 %). Из 80 активных работали 73 человека (46 мужчин и 27 женщин), безработных было 7 (3 мужчины и 4 женщины). Среди 59 неактивных 13 человек были учениками или студентами, 15 — пенсионерами, 31 была неактивной по другим причинам.